# Eurysticta reevesi
Eurysticta reevesi är en trollsländeart som beskrevs av Günther Theischinger 2001. Eurysticta reevesi ingår i släktet Eurysticta och familjen Isostictidae. IUCN kategoriserar arten globalt som otillräckligt studerad. Inga underarter finns listade i Catalogue of Life.